# August (California)
August es un lugar designado por el censo en el condado de San Joaquín en el estado estadounidense de California. En el año 2000 tenía una población de 7808 habitantes y una densidad poblacional de 2296.5 personas por km².

## Geografía
August se encuentra ubicado en las coordenadas 37°58′48″N 121°15′50″O / 37.98000, -121.26389. Según la Oficina del Censo, la ciudad tiene un área total de 3,4 km² (1,3 mi²), de la cual 3,4 km² (1,3 mi²) es tierra y 0 km² (0 mi²) (0 %) es agua.

## Demografía
Según la Oficina del Censo en 2000 los ingresos medios por hogar en la localidad eran de $25 222, y los ingresos medios por familia eran $26 676. Los hombres tenían unos ingresos medios de $25 922 frente a los $20 317 para las mujeres. La renta per cápita para la localidad era de $11 037. Alrededor del 29.8 % de la población estaban por debajo del umbral de pobreza.